# Боцвана на Светском првенству у атлетици на отвореном 2019.
Боцвана је на 17. Светском првенству у атлетици на отвореном 2019. одржаном у Дохи од 27. септембра до 6. октобра, учествовала седамнаести пут, односно учествовала је на свим првенствима до данас. Репрезентацију Боцване представљало је 13 атлетичара (7 мушкараца и 6 жена) који су се такмичили у 5 дисциплина (3 мушке и 2 женске).,
На овом првенству такмичари Боцване нису освојили ниједну медаљу али су оборили 3 лична рекорда.

## Учесници
| Мушкарци: - Leungo Scotch — 400 м, 4 х 400 м - Дитиро Нзамани — 400 м, 4 х 400 м - Најџел Ејмос — 800 м, 4 х 400 м - Зибане Нгози — 4 х 400 м - Onkabetse Nkobolo — 4 х 400 м - Леанаме Маотоанон — 4 х 400 м - Boitumelo Masilo — 4 х 400 м | Жене: - Галефеле Мороко — 400 м, 4 х 400 м - Кристин Ботлогетсве — 400 м, 4 х 400 м - Оарабиле Баболаји — 4 х 400 м - Thomphang Basele — 4 х 400 м - Oratile Nowe — 4 х 400 м - Амантле Моншо — 4 х 400 м |

## Резултати

### Мушкарци
| Атлетичар                                                   | Дисциплина | Лични рекорд | Квалификације    | Квалификације    | Полуфинале           | Полуфинале           | Финале                | Финале                | Детаљи |
| Атлетичар                                                   | Дисциплина | Лични рекорд | Резултат         | Место            | Резултат             | Место                | Резултат              | Место                 | Детаљи |
| ----------------------------------------------------------- | ---------- | ------------ | ---------------- | ---------------- | -------------------- | -------------------- | --------------------- | --------------------- | ------ |
| Leungo Scotch                                               | 400 м      | 45,27        | 45,10 КВ, ЛР     | 3. у гр. 4       | 45,00 (.996) ЛР      | 5. у гр. 2           | Није се квалификовао  | 11 / 41 (42)          |        |
| Дитиро Нзамани                                              | 400 м      | 45,07        | 46,19            | 4. у гр. 5       | Није се квалификовао | Није се квалификовао | Није се квалификовао  | 28 / 41 (42)          |        |
| Најџел Ејмос                                                | 800 м      | 1:41,73 НР   | Није стартовао   | Није стартовао   | Није се квалификовао | Није се квалификовао | Није се квалификовао  | Није се квалификовао  |        |
| Зибане Нгози Дитиро Нзамани Onkabetse Nkobolo Leungo Scotch | 4 х 400 м  | 2:59,06 НР   | Дисквалификовани | Дисквалификовани |                      |                      | Нису се квалификовали | Нису се квалификовали |        |

### Жене
| Атлетичарка                                                   | Дисциплина | Лични рекорд | Квалификације   | Квалификације   | Полуфинале            | Полуфинале            | Финале                | Финале                | Детаљи |
| Атлетичарка                                                   | Дисциплина | Лични рекорд | Резултат        | Место           | Резултат              | Место                 | Резултат              | Место                 | Детаљи |
| ------------------------------------------------------------- | ---------- | ------------ | --------------- | --------------- | --------------------- | --------------------- | --------------------- | --------------------- | ------ |
| Галефеле Мороко                                               | 400 м      | 51,30        | 50,59 КВ, ЛР    | 1. у гр. 4      | Није завршила трку    | Није завршила трку    | Није се квалификовала | Није се квалификовала |        |
| Кристин Ботлогетсве                                           | 400 м      | 50,48        | 53,27           | 6. у гр. 1      | Није се квалификовала | Није се квалификовала | Није се квалификовала | 42 / 47 (48)          |        |
| Оарабиле Баболаји Thomphang Basele Oratile Nowe Амантле Моншо | 4 х 400 м  | 2:59,06 НР   | нису стартовале | нису стартовале |                       |                       | Нису се квалификовале | Нису се квалификовале |        |